# منقباد
قرية منقباد هي إحدى القرى التابعة لمركز أسيوط في محافظة أسيوط في جمهورية مصر العربية، وبها تقع قيادة المنطقة الجنوبية العسكرية للقوات المسلحة المصرية.

## تعداد السكان
حسب إحصائيات 2018 ، بلغ إجمالي عدد سكان قرية منقباد 72391 نسمة، منهم 37604 رجل و 34787 امرأة، بينما حسب إحصائيات سنة 2006 بلغ عددهم 47116 نسمة، منهم 24485 رجل و 22631 إمرأة.

## أصل التسمية والتاريخ
يمتد تاريخها إلى عصور الفراعنة ويدل اسمها على قدمها الاسم الحالي منقباد تحرف من اسمها الأصلي الفرعوني منكابوت وتفسيره (مخزن الأواني المقدسة).

## آثار منقباد
في عام 1965، تم العثور بالصدفة على موقع أثري قبطي قديم في القرية، وأُجريت حفريات كبرى هناك في أعوام 1976، 1984، 1995، وعُثر على العديد من الكنائس والمصليات التي يعود تاريخها إلى القرنين السابع والثامن الميلاديين.

## ذاكرة منقباد
يذكر أنه التحق الرئيس جمال عبد الناصر فور تخرجه بسلاح المشاة ونُقل إلى منقباد في الصعيد، وقد أتاحت له إقامته هناك أن ينظر بمنظار جديد إلى أوضاع الفلاحين وبؤسهم. وقد التقى في منقباد بكل من زكريا محي الدين والرئيس محمد أنور السادات.
زيارة الرئيس محمد نجيب لحامية منقباد
زار الرئيس محمد نجيب حامية منقباد وفتّش القوى وأعجب بمظهرها العسكري الرائع ولم ينسَ وهو في منقباد جندى استشهد في أول حركة التحرير فتوجه إلى قبرة ووضع إكليلا من الورد وقرأ الفاتحة على روحة الطاهرة ثم قصد إلى منزله فقدّم العزاء إلى أسرتة ومنحهم مبلغ 500 جنية وهيّئ إلى أخوة الفقيد عملا .

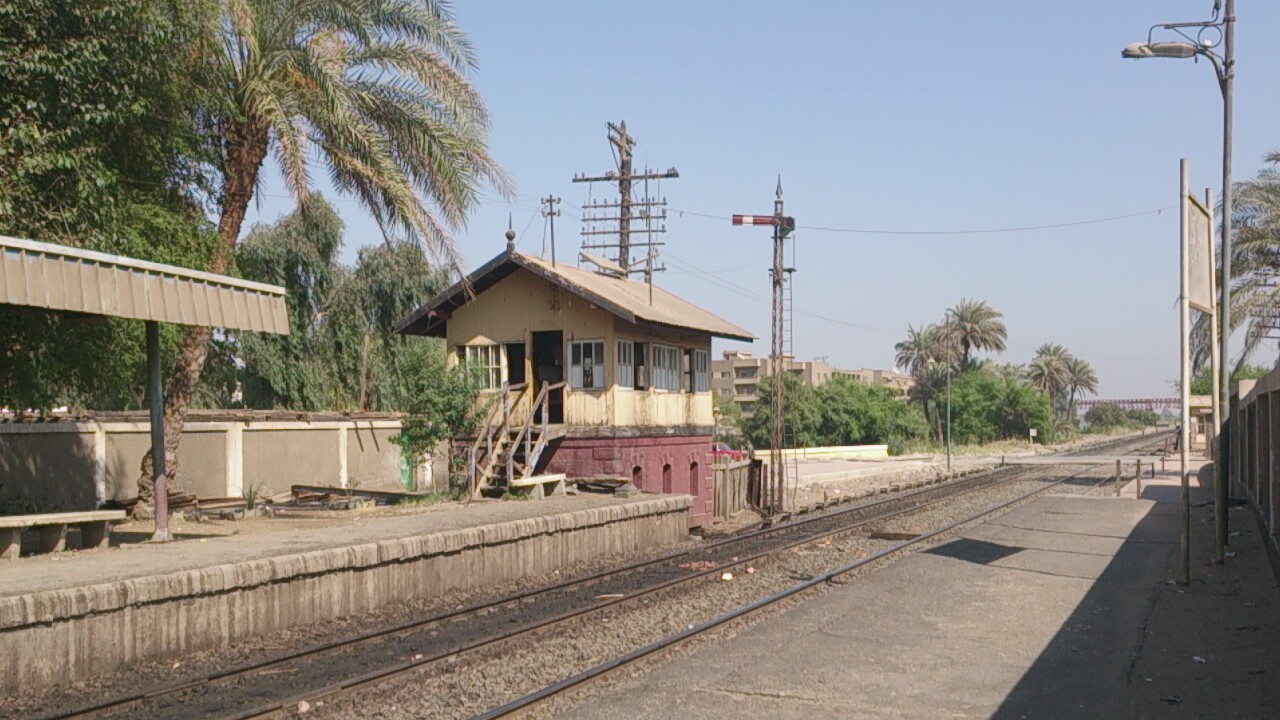
محطة منقباد

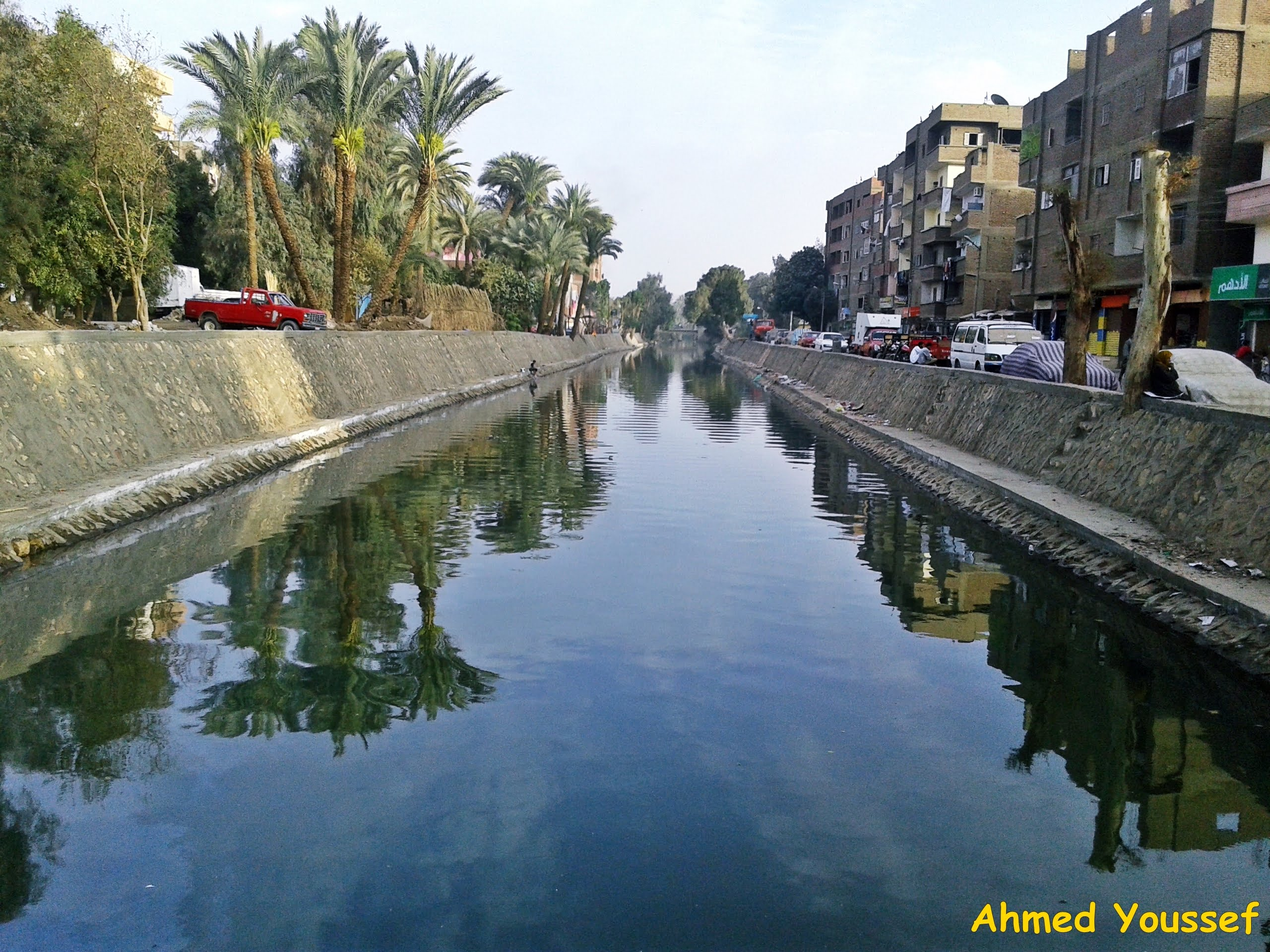
ترعة منقباد

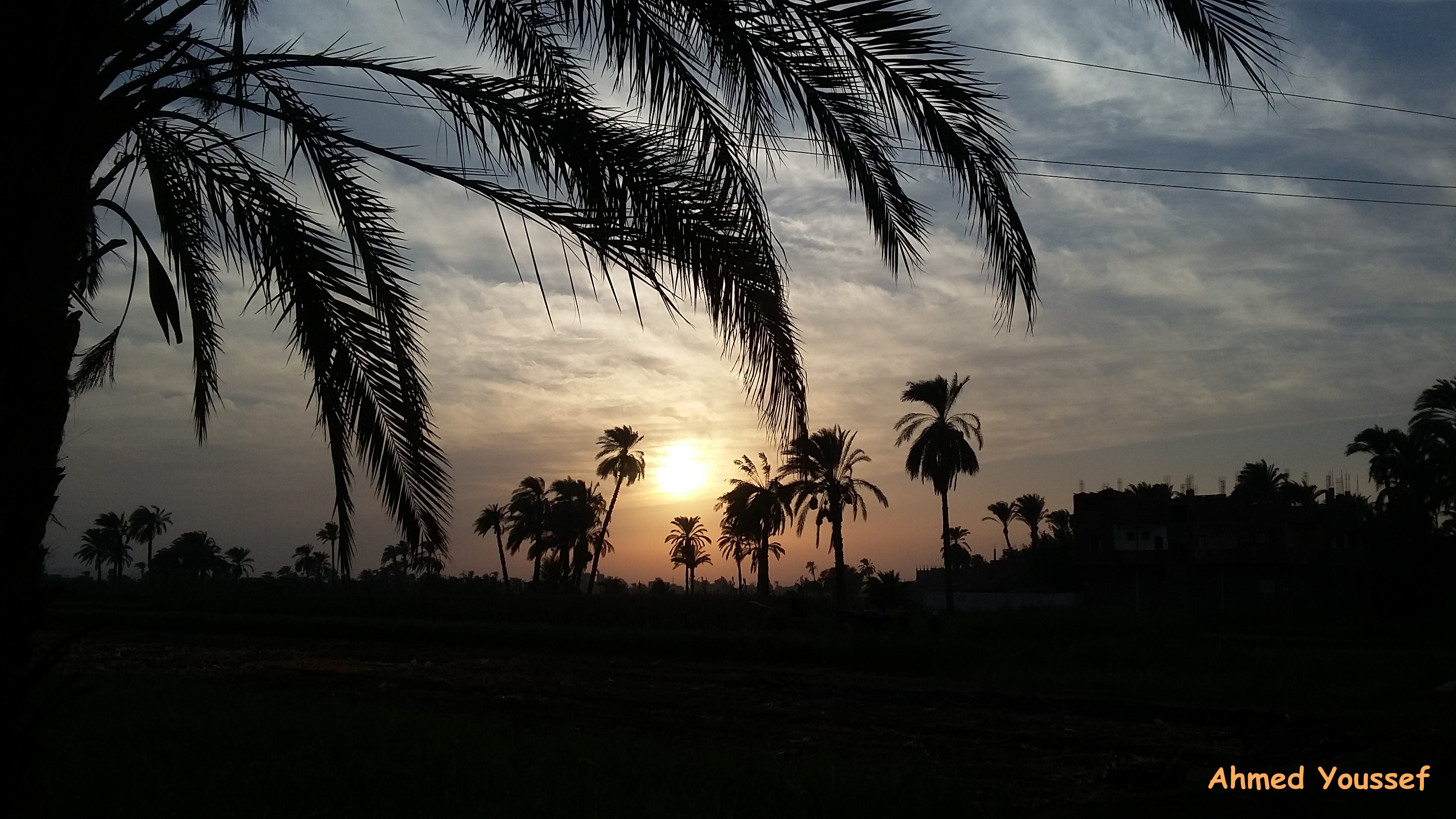
منظر غروب الشمس في منقباد